# NGC 3254
NGC 3254 este o galaxie seyfert de tip 2⁠(d) situată în constelația Leul Mic. A fost descoperită în 13 martie 1785 de către William Herschel. Se află la o distanță de 31,62 de megaparseci de Pământ.